# Jean-Baptiste Marduel
Pour les articles homonymes, voir Marduel.

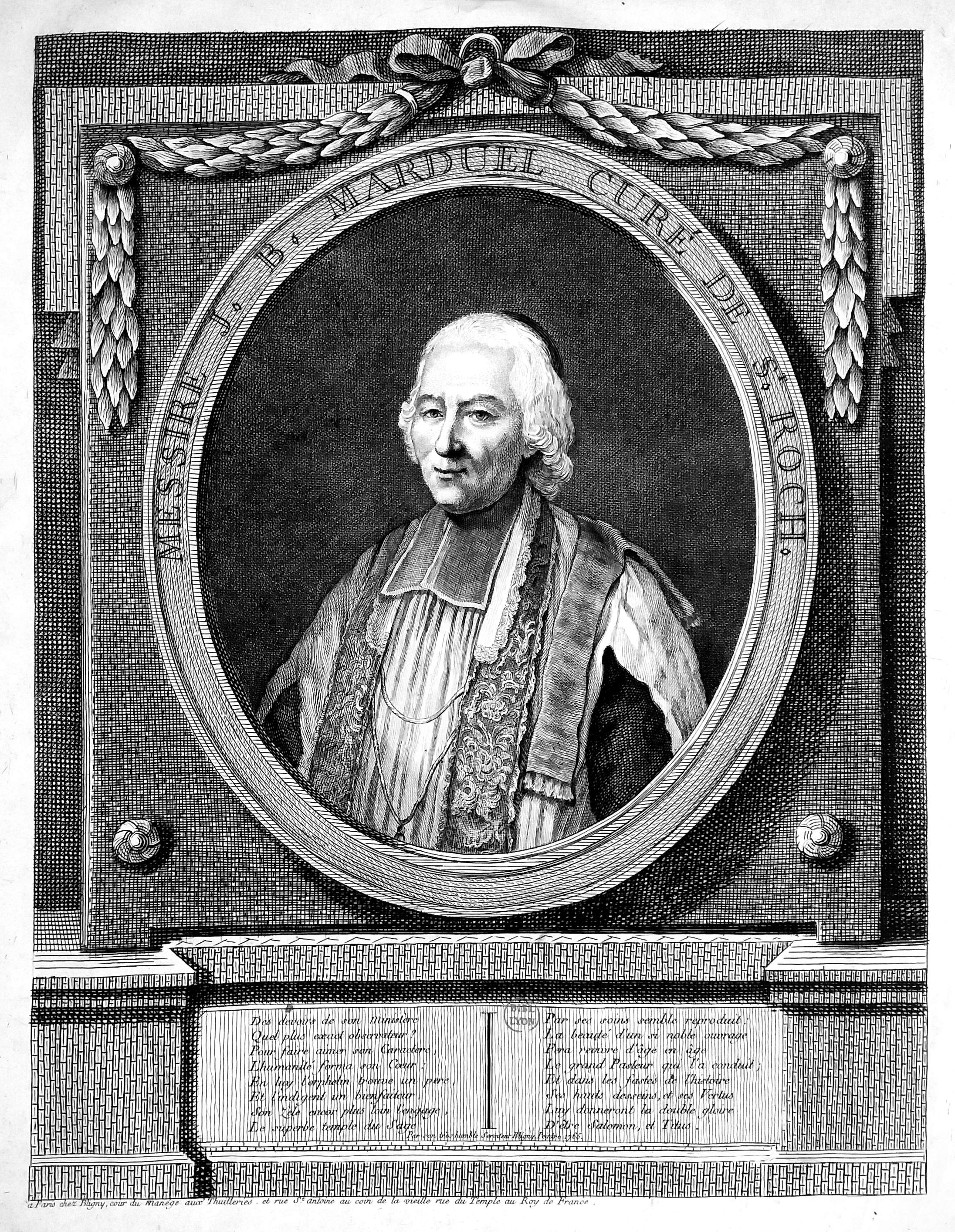
Portrait par Bligny en 1765.

Jean-Baptiste Marduel (1699-1787), est un prêtre du diocèse de Lyon et curé de la paroisse Saint-Roch de Paris (1749-1787).

## Biographie
Jean, ou Jean-Baptiste, Marduel, fils de Benoît Marduel et de Françoise Charmetton est né à Theizé (Rhône) le 10 novembre 1699.
Diacre en 1722 , il est docteur en théologie de la Faculté de Paris, prieur d'Airaines (Somme), grand-vicaire d'Amiens, avant 1738. 
Devenu premier vicaire de la paroisse de Saint-Louis-en l'Isle à Paris, il est nommé curé de Saint-Roch, paroisse de Paris, le 10 juin 1749.
Le 2 février 1787, très malade, il démissionne de sa charge de curé en faveur de son neveu Claude-Marie Marduel. Il meurt six semaines plus tard, le 18 mars 1787, à 87 ans. Annoncé par les marguilliers de la paroisse, le service funèbre est célébré pontificalement le 28 mars par l'ancien évêque de Chalons.
La plaque commémorative apposée dans l'église Saint-Roch en 1857 date, par erreur, sa démission de 1789. Tout comme cette plaque date par erreur de 1789 la prise de fonction de son successeur, son neveu l'abbé Claude-Marie Marduel, intervenue dès 1787.

## Actions remarquables
Jean-Baptiste Marduel poursuit les actions d'aménagement et de décoration de l'église Saint-Roch entreprises par ses prédécesseurs.
« Administrateur éclairé [...], il parvint, grâce aux libéralités secrètes de ses riches paroissiens, à faire exécuter des travaux d'embellissement d'une importance telle, qu'ils amenèrent une véritable transformation de l'intérieur de l'église. Saint-Roch n'avait encore ni orgues, ni chaire monumentales. Le maître-autel, les chapelles de la Vierge et de l'Adoration étaient d'une simplicité excessive, peu dignes de la paroisse de ce quartier devenu le plus opulent de Paris, depuis que les financiers semblaient s'y donner rendez-vous. M. Marduel trouva, en moins de trois ans, les ressources nécessaires pour parer à tout . »
Chronologiquement l'action de l'abbé Marduel peut se résumer ainsi :
- 1749 : prise de fonction, début de la recherche et de l'obtention de financements
- 1752 : ouverture des concours. Simon Challe, sculpteur du roi obtient l'exécution de la chaire, financée par M. Pâris de Montmartel, Falconet la décoration des chapelles, Étienne-Louis Boullée et ses élèves, les refontes architecturales.
- 1753 : début des travaux
- 4 décembre 1760 : fin des travaux, ouverture au public [10].

Dans les dernières années de son ministère, il est en conflit ouvert avec le conseil de fabrique de la paroisse, y compris avec Jean le Roux, négociant, ancien marguillier de l'église Saint-Roch qui agit en son nom propre. En 1782, l'affaire doit même se traiter en justice.